# Eddie Jones (bassist)
Edward Jones (New York, 1 maart 1929 – Hartford, 31 mei 1997) was een Amerikaanse jazzbassist. Hij speelde in de Count Basie-band

## Biografie
Eddie Jones groeide net als Count Basie op in Red Bank en was ook de buurman van Basie. Hij begon in 1946 bas te studeren aan de Howard University, speelde in 1950 met Sarah Vaughan en Lester Young en werkte in 1951/1952 als muziekdocent in South Carolina, voordat hij lid werd van de Count Basie Band, waartoe hij van 1954 tot 1962 behoorde en meewerkte aan opnamen van albums als April In Paris, Count Basie Swings – Joe Williams Sings, Count Basie in Newport en aan de legendarische opnamen voor Roulette Records (The Atomic Mr. Basie). 
Naast zijn werk met Basie nam Jones platen op met Ruby Braff, Osie Johnson, Bob Brookmeyer, Milt Jackson (Opus De Jazz, 1955), Hank Jones (1957), Dave Lambert (1955), Thad Jones (1956/57), Paul Quinichette (1957), Frank Wess (I Hear Ya Talkin' , 1959), Coleman Hawkins en Lem Winchester (1960). In 1962 stopte hij met de jazzmuziek en begon hij te werken voor IBM. Later werd hij vice-president van een verzekeringsmaatschappij. Vanaf de jaren 1980 speelde hij ook weer en passant jazz, o.a. op het album Dear Mr. Basie bij Concord Records van Frank Wess, ook een ex-Basie-man.
Eddie Jones dient niet te worden verwisseld met de bluesgitarist Eddie 'Guitar Slim' Jones.

## Overlijden
Eddie Jones overleed in mei 1997 op 68-jarige leeftijd.